# ドクター・コッペリウス
『ドクター・コッペリウス』は、音声合成ソフト・初音ミクを主演とし、日本の作曲家・冨田勲が手掛けた舞台作品。2016年11月11日、オーチャードホールにて公演された。
作曲家の冨田勲がストーリー原案と音楽の構想を遺した生涯最期（未完成）のバレエを含む管弦楽作品である。
本作は人間のダンサーと投影映像によるアニメーションキャラクターのダンサーが共演する内容をハイライトとして含む。
本作の制作動機として冨田は、敬服していた糸川英夫がかつて冨田に「いつかホログラム（のダンサー）と一緒にバレイを踊りたい」と語ったことを述べている（これはその当時としては不可能な夢の技術であった）。
初演は渋谷Bunkamuraのオーチャードホールで2016年11月11日と12日の2日間に合計3公演が行われた（初日19時開演の1回、2日目は13：30開演と18時開演の2回）。

## 概要

### 企画の公表から冨田の急死まで
2015年11月17日にTKPガーデンシティ竹橋に於いて開催された、冨田の国際交流基金賞受賞記念講演会「TOMITAサウンド、世界を行く～シンセサイザーから初音ミクまで～」の中で、『イーハトーヴ交響曲』の次の新作として製作を進めていることが公表された。
2016年4月22日（冨田の誕生日）に公演の題名を「冨田勲 生誕85周年記念 新作世界初演 冨田勲ｘ初音ミク交響曲『Dr.Coppelius』ドクター・コッペリウス」として公演の会場と日程も含めた告知がされて、チケットの予約発売も開始された。
しかし同年5月5日、冨田は自宅で昼にウナギを食べ、レコード会社日本コロムビアの関係者との打ち合わせ作業を終えた1時間後に突如倒れた。救急車で広尾病院に搬送されたが回復せず、打ち合わせから3時間後に逝去した。そのため、本作は未完成の状態のままで残された。

### 冨田の死後
冨田の急逝に伴い、後に残された関係者が協議を行った結果、未完成部分を補い、公演の題名を「冨田勲 追悼特別公演 冨田勲×初音ミク『ドクター・コッペリウス』」と変更し、当初予定した日程と会場で上演を行うことを決め、その旨を5月12日に告知した。
その後、『イーハトーヴ交響曲』の演奏を公演の第1部として追加した2部構成にするアナウンスがされた。さらにその後、エイドリアン・シャーウッドによる冨田勲『惑星 Planets』（この作品にも糸川英夫とのゆかりがある）の Live Dub Mix 演奏が第1部に追加された。
初演の会場に於いて、2017年4月にもすみだトリフォニーホールで再演を行うことを告知する紙が配られたが、その後その日程での計画は撤回され、延期として発表された（2020年4月22日の時点において、本作の再演は行われていない）。
初演の映像はNHK-BSで2017年1月29日PM23時-24時に『ドクター・コッペリウス featuring 初音ミク～冨田勲 追悼コンサート～』として放送された。
初演ライブ録音のCDアルバムは、2017年3月22日に日本コロムビアから「冨田勲『ドクター・コッペリウス　DR.COPPELIUS』」として発売された。
また初演の映像を収録したBlu-Rayディスクが2018年3月21日に日本コロムビアから「冨田勲 スペース・バレエ・シンフォニー『ドクター・コッペリウス』」として発売された。
制作・ストーリー原案：冨田勲
音楽監督：渡邊一正
演出：ことぶき光
振付：辻本知彦
ミク：初音ミク(バーチャルシンガー)
コッペリウス：風間無限
小江：秋山桃子
博士：和中和央
指揮：渡邊一正
管弦楽：東京フィルハーモニー交響楽団
エレクトロニクス：ことぶき光
シンセサイザー：氏家克典
ピアノ・キーボード：高橋ドレミ

## 構成
第1・第2楽章は冨田の死により作曲されていない。
- 第0楽章 飛翔する生命体 Ascending Life Form
- 第3楽章 宇宙へ Into The Outer Space
ヴィラ＝ロボス作曲 『ブラジル風バッハ第7番』に基づく
- 第4楽章 惑星イトカワにて Landing on The Asteroid 25143 Itokawa
レオ・ドリーブ作曲『コッペリア』からワルツに基づく
- 第5楽章 嘆きの歌 Song of Grief
ヴィラ＝ロボス作曲『ブラジル風バッハ第4番』に基づく
- 第6楽章 時の終わり End of The Time
リヒャルト・ワーグナー作曲『トリスタンとイゾルデ』から「愛の死」に基づく
- 第7楽章 日の出 Rise of The Planet 9

### 関連情報
- 「冨田勲ｘ初音ミク『ドクター・コッペリウス』公式プログラム」（2016年11月11日発売） ※「ドクター・コッペリウス」初演の会場で販売された解説を含む冊子。
- 2016年12月17日（土）PM17:30~18:00：NHK総合テレビの番組『NEXT 未来のために』で公演制作までのドキュメンタリー「ミクとかなでる先生の夢～冨田勲 ラストコンサート～」が放映。再放送2016年12月20日（火）AM01:30-02:00。
- 2017年1月20日（金）PM20:00-20:45 NHK WORLD「NEWSROOM TOKYO」で『ドクター・コッペリウス』が紹介された（世界向け英語放送）。※左記の放送予定日からずれて前倒しで放送されたと思われる（米国大統領の就任式と重なったためであろうか）。
- 2017年1月29日（日）PM23:00-24:00：NHK-BSで『ドクター・コッペリウス featuring 初音ミク～冨田勲 追悼コンサート～』を放送。初演の収録映像を完全放送。
- 「冨田勲『ドクター・コッペリウス　DR.COPPELIUS』」（2017年3月22日発売、音楽CD、日本コロムビア、品番：COCQ-85337）。2016年11月初演のライヴ録音。
- 「冨田勲 スペース・バレエ・シンフォニー『ドクター・コッペリウス』」（2018年3月21日発売、映像Blu-Ray、日本コロムビア、品番：COX0-1150）。2016年11月初演のライヴ録画ほか。